# あきびんご
あきびんご（1948年 - ）は、日本の絵本作家。
広島県尾道市生まれ。修道中学校・高等学校を経て東京芸術大学卒業。還暦を迎えた2008年に絵本作家としてデビュー。デビュー作『したのどうぶつえん』で第14回日本絵本賞受賞、2015年『３００００このすいか』で第21回日本絵本賞大賞受賞。

## 代表作品
- 『したのどうぶつえん』（くもん出版2008年5月）
- 『したのすいぞくかん』（くもん出版2008年10月）
- 『あいうえおん』（くもん出版2009年4月）
- 『ゆうだち』（くもん出版2012年6月）
- 『30000このすいか』（くもん出版2015年6月）
- 『ねこだらけ』（くもん出版2015年12月）